# Trochocyathus burchae
Trochocyathus burchae är en korallart som först beskrevs av Stephen D. Cairns 1984.  Trochocyathus burchae ingår i släktet Trochocyathus och familjen Caryophylliidae. Inga underarter finns listade i Catalogue of Life.